# Libellula croceipennis
Libellula croceipennis är en trollsländeart som beskrevs av Selys 1868. Libellula croceipennis ingår i släktet Libellula och familjen segeltrollsländor. IUCN kategoriserar arten globalt som livskraftig. Inga underarter finns listade i Catalogue of Life.

## Bildgalleri

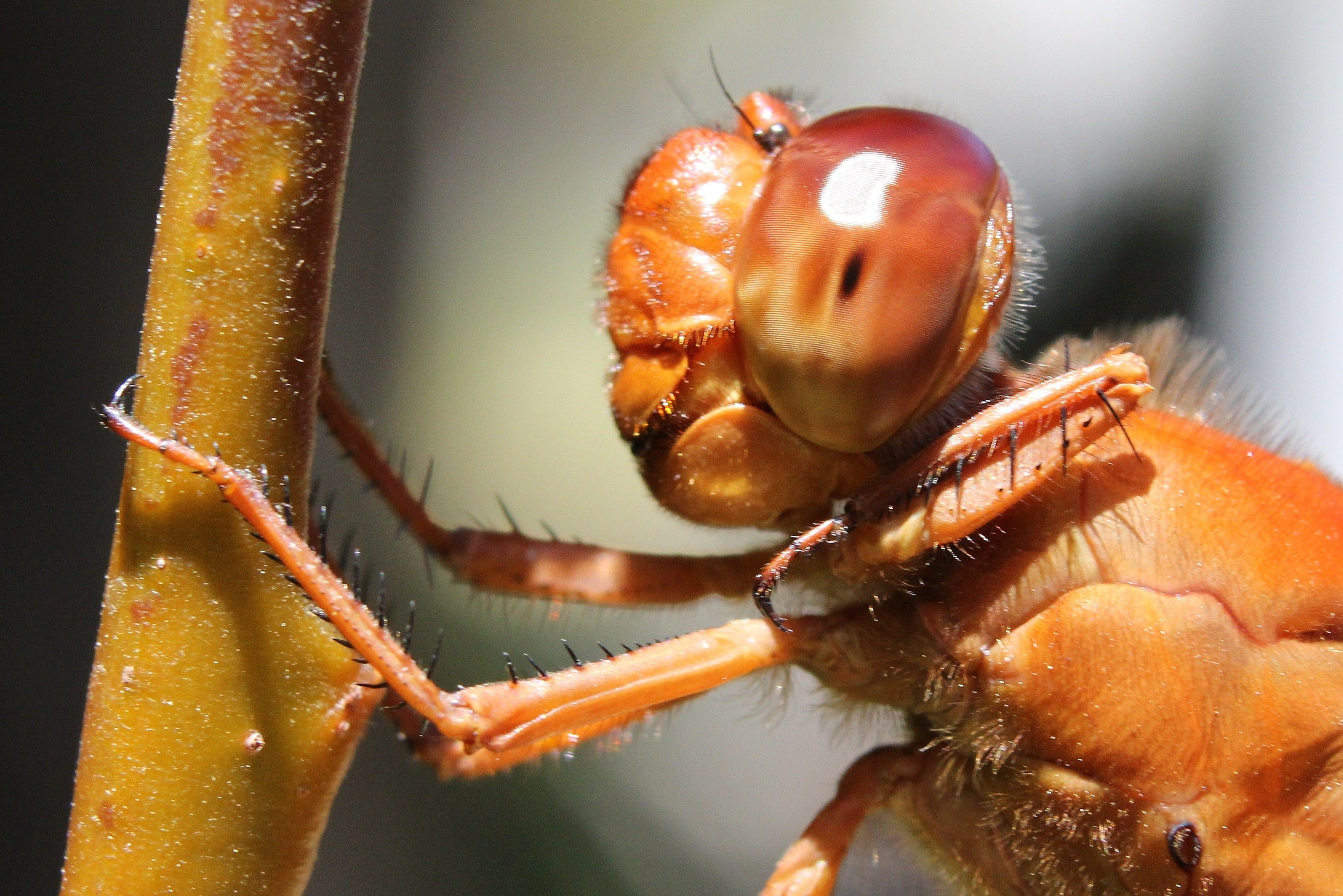
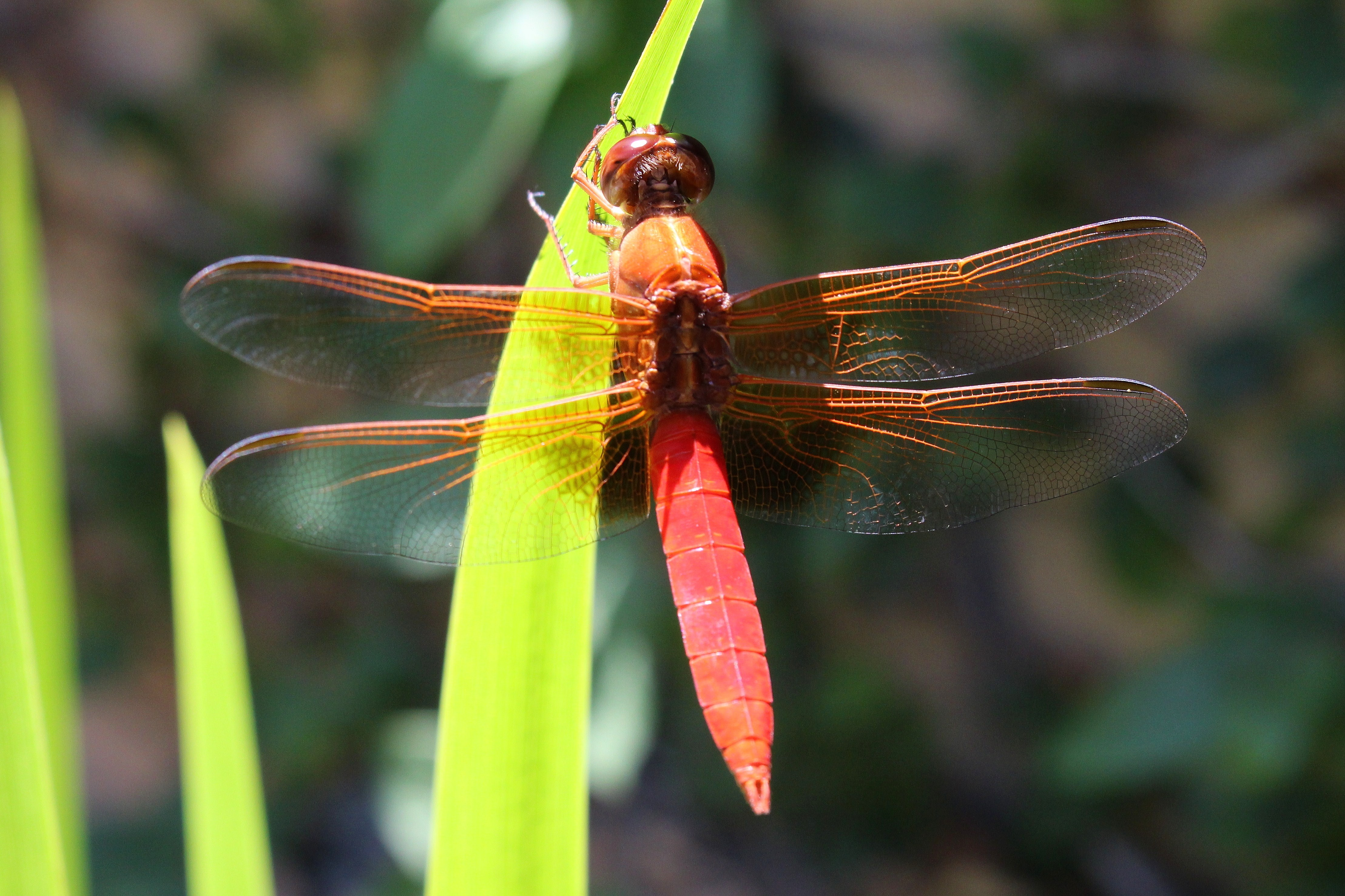
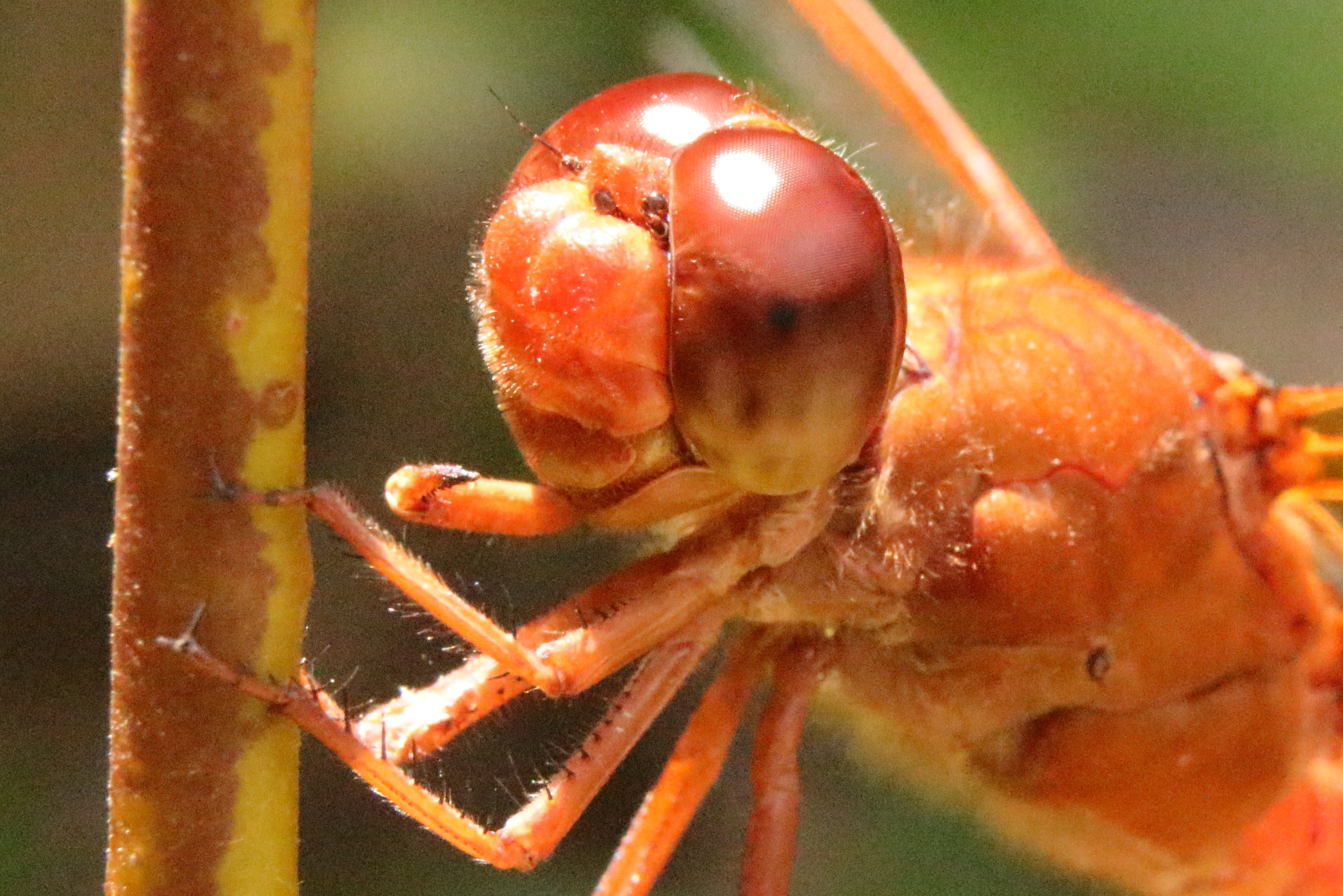
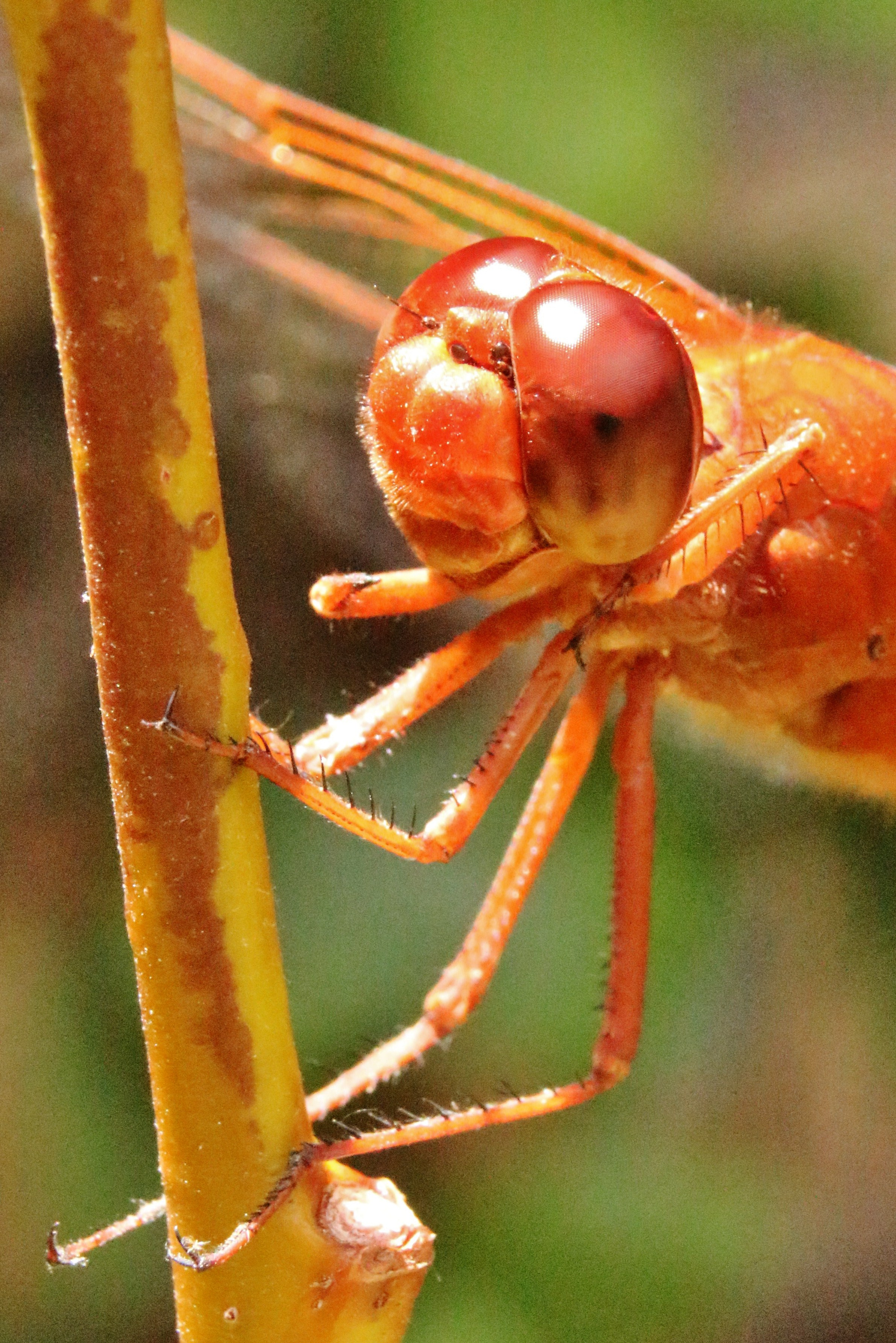